# مايكل فول
مايكل فول (بالإنجليزية: Michael Foale)‏ (ولد في 6 يناير عام 1957 م) هو رائد فضاء، وعالم فيزياء فلكية، وفيزيائي من الولايات المتحدة الأمريكية . ولد في Louth. تولى منصب قائد بعثة محطة الفضاء الدولية، البعثة 8 (27 أكتوبر 2003–29 أبريل 2004) .

## ريادة الفضاء
شارك في المهمات الفضائية:
- البعثة 8[1]
- STS-103[1]
- STS-63[1]
- STS-86[1]
- STS-45[1]
- STS-56[1]
- STS-84[1]
- Soyuz TMA-3.[1]

## التعليم
تعلم في Queens' College

## جوائز
حصل على جوائز منها:
- قائد وسام الامبراطورية البريطانية
- Medal "For Merit in Space Exploration".